# André Rebouças
André Pinto Rebouças (1838-1898) est un homme politique abolitionniste, un ingénieur militaire et un inventeur brésilien. Métis et descendant d’esclave, il devient député du parlement de l’État de Bahia puis conseiller de l’empereur Pierre II du Brésil.

## Biographie
Ingénieur, André Rebouças devient célèbre à Rio de Janeiro, alors capitale du Brésil, en résolvant les problèmes d’approvisionnement en eau de la ville. Puis, durant la Guerre de la Triple Alliance, qui oppose le Brésil, l’Uruguay et l’Argentine au Paraguay, il développe avec succès un type de torpille.
Avec Machado de Assis et Olavo Bilac, André Rebouças appartient au groupe des plus fameux membres de la classe moyenne brésilienne comptant parmi ses ancêtres des esclaves. Il est par ailleurs l’une des voix les plus importantes du mouvement abolitionniste au Brésil. Dans les années 1880, il participe ainsi, avec Joaquim Nabuco et José do Patrocínio, à la création de la Société brésilienne anti-esclavagiste.
Après la proclamation de la république au Brésil, André Rebouças suit Pierre II et la famille impériale en exil au Portugal. Pendant deux ans, il s’installe à Lisbonne, où il travaille comme correspondant du Times de Londres.
Touché par des problèmes financiers, il quitte le Portugal en 1892 et se rend à Luanda, en Angola, puis à Funchal, sur l’île de Madère. En 1898, son corps est retrouvé sur la côte et on suppose qu’il vient de se suicider.